# Scratchware
El scratchware es un Software (generalmente juegos) creado por un grupo de desarrolladores reducido, con gran calidad en el diseño artístico y en el desarrollo.
El scratchware se refiere generalmente a videojuegos, aunque, como se menciona en el Manifiesto Scratchware, cualquier aplicación puede ser Scratchware, y de hecho mucho Software existente lo es.
Los juegos Scratchware deben ser cortos (preferentemente entre quince minutos y una hora de duración), "rejugables" (que se pueda jugar a ellos una vez tras otra, sin que esto aburra), satisfactorios, desafiantes y entretenidos.
En muchas cosas el Scratchware coincide con el Software libre aunque en muchas otras no. Un juego Scratchware puede ser Software libre pero no necesariamente lo es.
- Datos: Q7438861